# 黃玉崑
黄玉崑（1817年—1857年），原姓王，后因避讳而改姓黄（太平天国避讳“王”），广西省桂平县大湟江人，清代太平天国将领。
黄玉崑粗通文墨，曾为讼师，出入公门。后参加拜上帝会。1848年，冯云山被捕入桂平监狱，出谋行贿官府，营救冯云山出狱。后在白沙参加团营。率大湟江一带会众赴金田参加起义。他的女儿很美，献与石达开为妻，成为石达开之岳父。石达开被封为翼王，其女为王妃，黄玉崑被封为“翼贵丈”。
1852年3月在永安（今广西壮族自治区蒙山县），封殿左一指挥，8月攻长沙时开始独领一队打仗。他屡立战功，善抚士卒，12月升任殿左一检点。攻打汉阳捷足先登，安抚百姓。1853年克南京后，6月，升为夏官正丞相，协助杨秀清办理军务，兼管刑部。1854年3月封卫国侯
4月，因燕王秦日綱的下人與楊秀清的下人爭執，玉崑身為判官，兩邊都不得罪，採取息事寧人的做法，「可勿杖，轉相勸慰」，但楊秀清不同意該判決，激烈地命令石達開逮捕自己的岳父黃玉昆，「玉崑聞而辭職，燕王秦日綱聞之亦相率辭職。」結果楊秀清「杖日綱一百，玉崑三百，玉崑杖後，夜投水救起」被罗苾芬所救，但被楊秀清貶為普通士卒。石达开奏请杨秀清批准，黄玉崑入翼王府任文书。9月复职，封卫天侯，还是执掌天朝刑部。
1855年10月随石达开自安庆西进，援救武昌。11月，在湖北崇阳县、通城县作战，进入江西。12月，和胡以晃占领临江府。1856年1月，攻占袁州府，3月参加石达开领导的攻打吉安之战。4月，石达开回到天京，命他主持江西军务，率军攻克建昌府。1857年11月，黄玉崑在吉安阵亡。